# Бабич Володимир Петрович
Володимир Петрович Бабич (нар. 1 вересня 1934, Свеса (нині Ямпільського району Сумської області)) — доктор економічних наук, професор, академік Української академії інформатики. Брат Валерія Бабича.

## Біографія
Бабич Володимир Петрович народився 1 вересня 1934 року в селищі Свеса, нині Ямпільського району Сумської області). Закінчив середню школу в селищі Свеса. В 1957 році закінчив Харківський ін.нерно-економічний ін.титут. Працював економістом, старшим економістом, начальником планово-виробничого бюро на заводі транспортного машинобудування. Від 1962 до1988 році працював у Харківському відділенні Інституту економіки АН УРСР молодшим науковим співробітником, старшим науковим співробітником, завіжувачем відділу прискорення науково-технічного прогресу. Бабич В. П. одночасно працював у Харківському університеті. Від 1977 — професор кафедри економіки промисловості. Від 1988 був завідувачем кафедри планування народного господарствава (нині кафедра економіки та менеджменту). Володимир Петрович Бабич від 1993 за сумісництвом — ректор Інституту підвищення кваліфікації та перепідготовки кадрів керівних працівників i фахівців підприємств автосільгоспмашинобудування Міністерства промислової політики України. Працює над орпацюванням основних підходів і концепцій стабілізації та зміцнення економіки України з урахуванням механізму її державного регулювання, стабільної економіко-правової бази управління.

## Досягнення
У 1965 році захистив дисертацію на здобуття наукового ступеня кандидата економічних наук.
1977 р — отримав наукове звання «Доктор економічних наук».
1979 — присвоєно науковий ступінь — професор.

## Наукові роботи
Бабич Володимир Петрович — автор понад 170 наукових праць з проблем розробки механізмів відтворювальних процесів у виробництві, системи планування та економічного стимулювання науково-технічного процесу в машинобудуванні.
1. Економічне стимулювання технічного прогресу промислового виробництва. Х., 1970
2. Автоматизированная система технико-экономического планирования. К.,1973 (співавторство)
3. Экономическая подготовка планирования научно-технического прогресса. К., 1977
4. Система планирования и экономического стимулирования научно-технического прогресса. К., 1978 (співавторство)
5. Совершенствование планирования в НИИ и КБ. К., 1982 (співавторство)
6. Стимулирование научно-технического прогресса в машиностроении. К., 1983
7. Государственное управление финансами в рыночной экономике. К., 1994 (співавторство).